# Metahydnobius forticornis
Metahydnobius forticornis – gatunek chrząszcza z rodziny grzybinkowatych i podrodziny Leiodinae.
Gatunek ten opisany został po raz pierwszy w 1918 roku przez George’a Charlesa Championa.
Chrząszcz o ciele długości od 1,8 do 2,2 mm. Ubarwienie różni się od tego u podobnego M. hybridiformis jednolicie rudymi czułkami. Przedplecze największą szerokość osiąga u podstawy. Pokrywy mają poprzecznie porysowaną powierzchnię. Wysokie, zaostrzone, podłużne, w widoku bocznym kanciasto zagięte żeberko biegnie środkiem śródpiersia. Powierzchnia śródpiersia pomiędzy tym żeberkiem a miejscami w które wchodzą przednie biodra jest wgłębiona. Odnóża wszystkich par u obu płci mają pięcioczłonowe stopy o członie drugim co najwyżej tak długim jak pierwszy. Genitalia samca charakteryzują się paramerami wyraźnie krótszymi niż płat środkowy edeagusa.
Owad neotropikalny, znany z Argentyny i Chile.